# 현대자동차 브라질 공장
현대자동차 브라질 공장 (영어: Hyundai Motor Brasil, HMB)은 브라질 상파울루 주 피라시카바에 위치한 제조 공장이다.

## 개요
2012년 11월, 현대자동차 브라질 공장이 준공되었으며, 총 7억 달러가 투자되었다. 총 면적 1,390,000m²의 부지 위에 프레스, 차체, 도장, 의장 등 완성차 생산설비와 부품/물류 창고, 차량 출하장 등 부대시설을 포함해 총 건평 약 69,000m²의 규모로 지어졌다. 현대자동차 브라질 공장의 연간 생산 능력은 150,000대이며 현대제철, 현대모비스, 현대트랜시스의 3개 공급업체와 3km 길이의 테스트 트랙이 존재한다. 또한, 현대자동차그룹 연구개발센터도 함께 있다.
현대자동차 브라질 공장은 주로 현대 HB20와 현대 크레타를 생산하는 공장이다. 2012년, 첫 번째 HB20 모델의 생산을 시작했으며, 2013년 생산 설비를 확장하여 연간 180,000대 생산체제로 돌입했다. 이어서, 2019년에는 1억 2500만 헤알을 투자하여 연간 생산 능력을 180,000대에서 210,000대로 높였다. 현대자동차 브라질 공장은 급증하는 수요로 2013년부터 2,700명의 직원 근무를 3교대로 운영해왔으며, 2018년에는 24시간 풀타임 운영 및 초과근무 등으로 193,000대 생산이라는 기록을 세웠다. 그러나 이번 투자로 생산 공정을 개선하였으며, 신규 채용 없이 연간 생산능력을 3만대 더 늘렸다.
2021년, 현대자동차는 전 푸조 영업·마케팅 부사장인 켄 라미네즈를 현지법인 CEO로 선임했다.
2022년 9월 25일, 현대자동차 브라질 공장의 누적 판매량은 1,758,810대를 기록했다. 브라질 내 판매량은 1,719,868대이며, 수출은 38,942대이다.
2022년 12월 5일, 현대자동차 브라질 공장 관련 투어 영상이 공개됐다. 프레스, 차체조립, 도장, 의장 등 차량 생산 과정을 확인 할 수 있으며, 차량 출고 및 판매까지 영상에 담았다.

## 차종
| 이미지 | 차종        |
| ------ | ----------- |
|        | 현대 HB20   |
|        | 현대 크레타 |

## 같이 보기
- 현대자동차
- 현대자동차그룹